# Нік Маккейб
Нік Маккейб (* 14 липня 1971, St Helens, Ланкашир, Англія) — британський гітарист та композитор, найбільш відомий, як лід-гітарист та один з засновників гурту «The Verve».